# Chongón
Chongón es una parroquia urbana del cantón Guayaquil desde 1992 de la provincia del Guayas en el Ecuador. Esta parroquia se encuentra aproximadamente a unos 24 km de la autopista Guayaquil - Salinas, y según historiadores fue fundada y poblada por migrates del Caribe. Fue parroquializada el 3 de julio de 1862.

## Población
En 2002, la comunidad de Chongón tenía aproximadamente 3.000 habitantes, quienes no se dedicaban a una actividad económica específica. La mayoría trabajaba en las industrias locales o se trasladaba a Guayaquil para realizar diversas labores.

## Desarrollo urbanístico
Chongón ha experimentado un notable crecimiento urbanístico, posicionándose como una zona de expansión para la ciudad de Guayaquil. La proximidad a la vía a la Costa ha sido un factor clave para este desarrollo, dado que las áreas circundantes del norte, este y sur de Guayaquil ya han alcanzado sus límites, encontrándose con ciudades como Daule y Samborondón, o con obstáculos naturales como el río Guayas.

## Crecimiento inmobiliario
El área también ha atraído a desarrolladores inmobiliarios debido a los precios de terrenos relativamente accesibles en comparación con otras zonas de Guayaquil y Samborondón. En Chongón es posible adquirir terrenos más grandes por precios menores que en Guayaquil. Los terrenos que antes costaban USD 9 por metro cuadrado ahora alcanzan los USD 100, reflejando el rápido crecimiento de la parroquia. La parroquia ha experimentado un crecimiento ordenado y planificado de Chongón, donde varias compañías están desarrollando proyectos inmobiliarios que incluyen urbanizaciones privadas con comodidades como seguridad, áreas deportivas y recreativas. Los precios de las viviendas en Chongón, son más accesibles en comparación con los de Samborondón.

## Aeropuerto Internacional de Daular
Una de las principales apuestas para el futuro de Chongón es la construcción del Nuevo Aeropuerto Internacional de Daular, ubicado en la misma parroquia. Este proyecto, que se ha visto retrasado por razones económicas y la pandemia, está programado para iniciar operaciones entre 2029 y 2030. El nuevo aeropuerto, cuya capacidad será de 10 millones de pasajeros anuales, ocupará un espacio de 2.020 hectáreas y requerirá una inversión inicial de USD 800 millones. Aunque las obras del aeropuerto aún no han comenzado, ya se ha iniciado la mejora de la infraestructura de la zona, incluyendo sistemas de agua potable, alcantarillado, electricidad, y otros servicios básicos.

## Proyectos de Infraestructura Vial
El Municipio de Guayaquil, a través de la Autoridad Aeroportuaria, está desarrollando proyectos viales clave para mejorar la conectividad en Chongón. Entre ellos destaca la construcción de una nueva vía alterna de 6,2 km que comenzará en el kilómetro 22 de la Vía a la Costa, permitiendo un acceso más rápido y sin congestión vehicular hacia el centro poblado de Chongón. A futuro, esta vía se conectará con el nuevo Aeropuerto Internacional de Guayaquil, lo que facilitará el transporte en la zona.
Además, se está edificando un paso elevado de 570 metros en la misma área para optimizar el acceso a la nueva vía sin interrumpir el tráfico en la Vía a la Costa. Este proyecto, con una inversión de USD 20,15 millones, beneficiará a 35.000 personas de manera directa y tendrá un impacto positivo en 70.000 habitantes de la zona del futuro aeropuerto, impulsando un crecimiento urbano sostenible y promoviendo el desarrollo comercial y residencial de Chongón.

## Biodiversidad y Conservación
La cordillera Chongón Colonche, que se extiende por 170 km desde Guayaquil hasta las provincias de Santa Elena y Manabí, es un área de gran importancia ecológica. Alberga una rica biodiversidad, incluyendo especies amenazadas como el jaguar (Panthera onca) y el puma (Puma concolor). A pesar de la degradación de los bosques en esta región, investigaciones recientes han confirmado la presencia de 59 especies de mamíferos nativos, muchas de las cuales están en peligro crítico. Entre ellas, se destacan el mono aullador de la Costa (Alouatta palliata) y el capuchino blanco ecuatoriano (Cebus aequatorialis), ambos de gran interés para los esfuerzos de conservación.
Los estudios en la zona también han documentado la presencia de otros mamíferos como el zorro de Sechura (Lycalopex sechurae), el venado cola blanca de la Costa (Odocoileus peruvianus) y la nutria neotropical (Lontra longicaudis annectens), siendo esta la primera vez que se reporta científicamente en la cordillera. La importancia de la cordillera Chongón Colonche como un corredor biológico es fundamental para la conservación de la fauna nativa, especialmente para especies carnívoras que están en la cúspide de la cadena alimenticia. Los científicos recomiendan estrategias de manejo que incluyan la creación de corredores ecológicos y la colaboración con comunidades locales para reducir los conflictos entre humanos y fauna.
La cordillera Chongón Colonche, hogar de una gran biodiversidad, ha sido objeto de estudios que destacan la presencia de 23 especies de mamíferos captadas mediante cámaras trampa. Entre ellas, se incluyen dos especies de monos y nueve de carnívoros, según un estudio realizado por la Fundación para la Conservación e Investigación JaPu y la organización BIOS Perú. Estos dispositivos, desplegados durante tres años, registraron más de 5,000 eventos independientes, documentando 33 especies de mamíferos nativos, lo que evidencia la riqueza biológica de esta región que abarca áreas como el Bosque Protector Cerro Blanco y el Área Protegida Nacional de Recreación El Guayacán.
El estudio también resalta la importancia de estas áreas para la conservación de especies amenazadas como el jaguar (Panthera onca) y el puma (Puma concolor), cuyas huellas y evidencias de depredación fueron registradas en sitios como el Bosque Comunal Las Balsas y el Bosque Protector Cerro Blanco. Sin embargo, también se alerta sobre la presencia de especies introducidas como el perro y el gato doméstico, que representan una seria amenaza para la fauna nativa al competir por recursos y transmitir enfermedades, lo que compromete la preservación de los ecosistemas de la cordillera.